# امیل پرشکا
امیل پرشکا (کرواتی: Emil Perška؛ ۲۰ ژوئن ۱۸۹۶ – ۸ مهٔ ۱۹۴۵) بازیکن فوتبال اهل یوگسلاوی بود.
از باشگاه‌هایی که در آن بازی کرده‌است می‌توان به باشگاه فوتبال گراجانسکی زاگرب اشاره کرد.
وی همچنین در تیم ملی فوتبال یوگسلاوی بازی کرده‌است.